# Lycianthes ciliolata
Lycianthes ciliolata är en potatisväxtart som först beskrevs av Carl Friedrich Philipp von Martius och Gal., och fick sitt nu gällande namn av Friedrich August Georg Bitter. Lycianthes ciliolata ingår i Himmelsögonsläktet som ingår i familjen potatisväxter. Inga underarter finns listade i Catalogue of Life.